# Campylorhynchus rufinucha
El chico piojo, matraca nuca canela, cucarachero nuquirrufo, matraca de nuca rufa, matraquita nuquirrufa, zacualpilla o porosoco (Campylorhynchus rufinucha) es una especie de ave paseriforme de la familia Troglodytidae la cual se distribuye desde el oeste de México hasta el Noroeste de Costa Rica.También conocido como saltapiñuelas en Nicaragua  

## Taxonomía
Fue descrita científicamente en 1838 por el naturalista francés René Primevère Lesson, con el nombre binomial de Picolaptes rufinucha. Posteriormente fue trasladado al género Campylorhynchus.

## Distribución y hábitat
Se distribuye en Centroamérica dividido en subespecies:
- C. r. humilisse encuentra en el oeste de México desde Colima, la cuenca del río Tepalcatepec en Michoacán, la cuenca del río Balsas en Guerrero, el este hasta Oaxaca y el suroeste de Chiapas (Selander 1964).
- C. r. rufinucha en el este de México en los estados del centro de Veracruz y el extremo norte-central de Oaxaca.
- C. r. nigricaudatus en la llanura costera del Pacífico del suroeste de Chaipas y Guatemala.
- C. r. capistratus a lo largo de la llanura costera del Pacífico de El Salvador al norte de Guatemala.
- C. r. castaneus en el interior de Guatemala al este de Honduras y Nicaragua.
- C. r. nicoyae en la Península de Nicoya en el noroeste de Costa Rica.

Es un ave diurna, que habita en los bosques tropicales típicos de la región, también es visible en urbes cercanas a dichas áreas forestales.